# 叉胫双舟蛛
叉胫双舟蛛（学名：Dicymbium libidinosum）为皿蛛科双舟蛛属的动物。分布于俄罗斯、库页岛以及中国大陆的吉林等地。该物种的模式产地在俄罗斯。